# Trimetoprim
A trimetoprim bakteriosztatikus (a baktérium szaporodását gátló) antibiotikum. Elsősorban megelőzésre és húgyúti fertőzések kezelésére használatos. A dihidrofolát-reduktáz enzim gátlásával fejti ki a hatását.
A trimetoprimet George H Hitchings fejlesztette ki munkatársaival, és 1988-ban megosztott orvosi Nobel-díjat kapott az antifolátok (a folsav előállítását gátló szerek) felfedezéséért.

## Működésmódja
A gyógyszer gátolja a baktérium dihidrofolát-reduktáz enzimjét (jóval erősebben, mint az emlősökét), ezáltal a tetrahidrofolsav előállítását, mely esszenciális (nélkülözhetetlen) prekurzora a timidin-monofoszfát előállításának, amely viszont a timidin-trifoszfát prekurzora. A timidin-trifoszfát a DNS-t alkotó négy nukleozid egyike: e nélkül a baktérium nem tud DNS-t előállítani, vagyis osztódni.
A baktériumok nem képesek a környezetükből (azaz a megfertőzött szervezetből) folsavat felvenni, hanem a saját de novo folsav-szintézisükre vannak utalva. A dihidrofolát-reduktáz enzim gátlása „kiéhezteti” a baktériumot, mely bizonyos esetekben a timidin hiánya miatti sejthalált okoz.

## Co-trimoxazol
A Co-trimoxazole az Egyesült Királyságban elfogadott neve a trimetoprim és a szulfametoxazol 1:5 arányú keverékének. A szulfonamidok a tetrahidro-folsav előállítását egy korábbi lépésben gátolják, így logikusnak tűnt, hogy a két szer egyidejű használata nagyobb hatékonyságot eredményez. A klinikai vizsgálatok azonban ezt nem igazolták, és később kiderült, hogy a szulfonamidoknak komoly mellékhatásaik vannak, ami miatt használatukat korlátozni kellett. Ezzel együtt a Co-trimoxazol bizonyos fertőzések esetén továbbra is felírható.
A Co-trimoxazolt Magyarországon az EGIS forgalmazza Sumetrolim néven.

## Ellenjavallatok
A monoterápiás trimetoprim mindenekelőtt várandós nőknél ellenjavallt, elsősorban a terhesség első harmadában, amikor a folsav annyira fontos a magzatnak, hogy kívülről kell pótolni.
Ugyancsak ellenjavallt a trimetropin a vérképző szervek bizonyos megbetegedéseinél. A folsavhiány a trombocitaszám, ezáltal a csontvelő vérképzésének veszélyes csökkenéséhez vezethet.
Az E. coli (Escherichia coli) baktérium elleni alkalmazása a verotoxin szint megnövekedéséhez vezethet.
A trimetroprim (különösen szulfametoxazollal együtt adva) bizonyos esetekben olyan reakciókat okozhat, mintha az alkoholelvonásra használt diszulfirámra a beteg alkoholt innék.

## Előállítása
A kiinduló vegyületek: 3,4,5-trimetoxi-benzaldehid, 3-etoxi-propánnitril és a második lépésben guanidin.
Stenbuck, P.; Hood, H. M.; 1962. USA szabadalomszám: 3,049,544.

## Fordítás
Ez a szócikk részben vagy egészben  a   Trimethoprim című angol Wikipédia-szócikk fordításán alapul.  Az eredeti cikk szerkesztőit annak laptörténete sorolja fel. Ez a jelzés csupán a megfogalmazás eredetét és a szerzői jogokat jelzi, nem szolgál a cikkben szereplő információk forrásmegjelöléseként.